# Chiloglanis sardinhai
Chiloglanis sardinhai är en fiskart som beskrevs av Ladiges och Voelker, 1961. Chiloglanis sardinhai ingår i släktet Chiloglanis och familjen Mochokidae. IUCN kategoriserar arten globalt som livskraftig. Inga underarter finns listade i Catalogue of Life.